# Variole aviaire

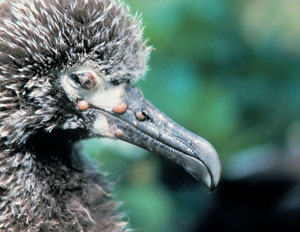
Variole aviaire cutanée chez un Albatros de Laysan.

La variole aviaire est une infection virale qui semble toucher tous les oiseaux. Elle est causée par un groupe de virus de la famille des Poxviridae et du genre Avipoxvirus. Cette maladie est répandue dans le monde entier, mais plus fréquente dans les pays tropicaux. Elle présente deux formes différentes, dites « sèche » et « humide ».
Au début des années 2000, divers auteurs ont proposé d'utiliser ce virus comme vecteurs vaccinaux transgéniques (pour les humains, des animaux domestiques ou sauvages) non-aviens, ce qui suscite une controverse en raison des risques de recombinaison virale en cas de co-infection (situation fréquente).
Le virus de la variole aviaire peut pénétrer les cellules de l'humain ou d'autres mammifères, mais il n'est pas réputé pouvoir y établir son cycle complet de reproduction.

## Le virus
Il existe dans le monde plusieurs espèces de virus connus pour être responsables de la variole aviaire. Les formes de la maladie qu'ils provoquent sont antigéniquement analogues: 
- Avipoxvirus serini (CNPV - Canarypox virus)
- Avipoxvirus columbae (PGPV - Pigeonpox virus)
- Avipoxvirus galli (FWPV - Fowlpox virus)
- Avipoxvirus meleagridis (TKPV - Turkeypox virus)
- Avipoxvirus falconis  (FPV - Falconpox virus)
- Avipoxvirus fringillae (JNPV - Juncopox virus)
- Avipoxvirus acridotheridis (MYPV - Mynhapox virus)
- Avipoxvirus coturnicis (QUPV - Quailpox virus)
- Avipoxvirus passeri (SRPV - Sparrowpox virus)
- Avipoxvirus sturni (SLPV - Starlingpox virus)
- Avipoxvirus psittaci (PSPV - Psittacinepox virus)

L'une des caractéristiques de ces virus est d'être d'une taille inhabituellement grande et d'avoir un génome également plutôt de grande taille. Ils ont une forme de brique et mesurent environ 200 nanomètres, soit environ 3,3 fois plus grands qu'un virus moyen (de 60 nanomètres).
Une autre particularité est leur résistance à la déshydratation et à la chaleur (températures ambiantes tropicales). Les avipoxvirus peuvent ainsi rester actifs tout en étant dispersés sur les aérosols et particules de poussière. Ils infectent ensuite facilement les membranes et muqueuses des « voies sèches » des voies respiratoires supérieures.

## Histoire
Cette virose est connue des virologues depuis plusieurs décennies. Elle a longtemps été réputée plutôt bénigne, hormis dans les élevages.
La plupart des virus de ce groupe ne préoccupent les vétérinaires que pour les problèmes qu'ils peuvent poser aux élevages (Colombidés, Gallinacés dont dinde en particulier...) et les ornithologues que depuis les années 2000 où ils ont été classés comme forme émergente.
Cependant au début des années 1970, un variant du virus, causant des symptômes et une importance épidémiologique très inhabituels, a été repéré chez la Mésange charbonnière en Europe du Nord (Norvège en 1973).
Les mêmes symptômes sont à nouveau signalés dans les années 2000 en Europe centrale, au Royaume-Uni (alors que des symptômes évidents de variole aviaire n'avaient antérieurement été observés dans ces régions que sur quelques espèces dont le Moineau domestique et le Pigeon ramier (Columba palumbus), depuis quelques années) puis en France :
- quatre mésanges victimes de ce virus ont d'abord été détectées en Autriche (publication 2007)[3] ;
- 15 autres mésanges infectées sont détectées étudiées en Hongrie (publication 2008) (15 individus malades parmi 1819 mésanges charbonnières, capturées pour être baguées en 2007) dans les montagnes de Pilis[4] ; l'analyse génétique des isolats hongrois laisse penser qu'ils sont proches ou identiques à ceux isolés en Norvège en 1973 et en Autriche en 2007[4] ;
- d'autres cas sont ensuite identifiés en France autour de l'estuaire de la Gironde, puis en Sarthe et plus récemment en région parisienne ;
- en 2012, des chercheurs anglais et français[5] cherchent à comprendre l'écoépidémiologie de cette nouvelle maladie, menaçante pour l'espèce, et qui peut être transmise à d'autres espèces via des lésions de type abrasion de la  peau[6]. Certains oiseaux guérissent, mais le taux de mortalité est important, et la survie des juvéniles fortement diminuée. Avec l'aide du public, les scientifiques de la RSPB et ZSL ont mis en évidence une rapide extension la maladie (en cinq ans) du sud-est du pays vers le centre et le Pays de Galles, avec un pic saisonnier annuel en début d'automne. L'étude génétique du virus 'anglais" laisse penser qu'il s'agit de la souche déjà observée en Scandinavie, et plus récemment en Europe centrale et peu probablement d'un virus apparu en Grande-Bretagne. 
Les données du BTO montrent cependant que les Mésanges charbonnières migrent rarement à l'extérieur du pays, le virus pourrait être propagé par un vecteur infecté (un moustique piqueur est soupçonné). 
 Les publics anglais et français sont invités à signaler les signes de la maladie chez les oiseaux des jardins.

## Hôtes cibles

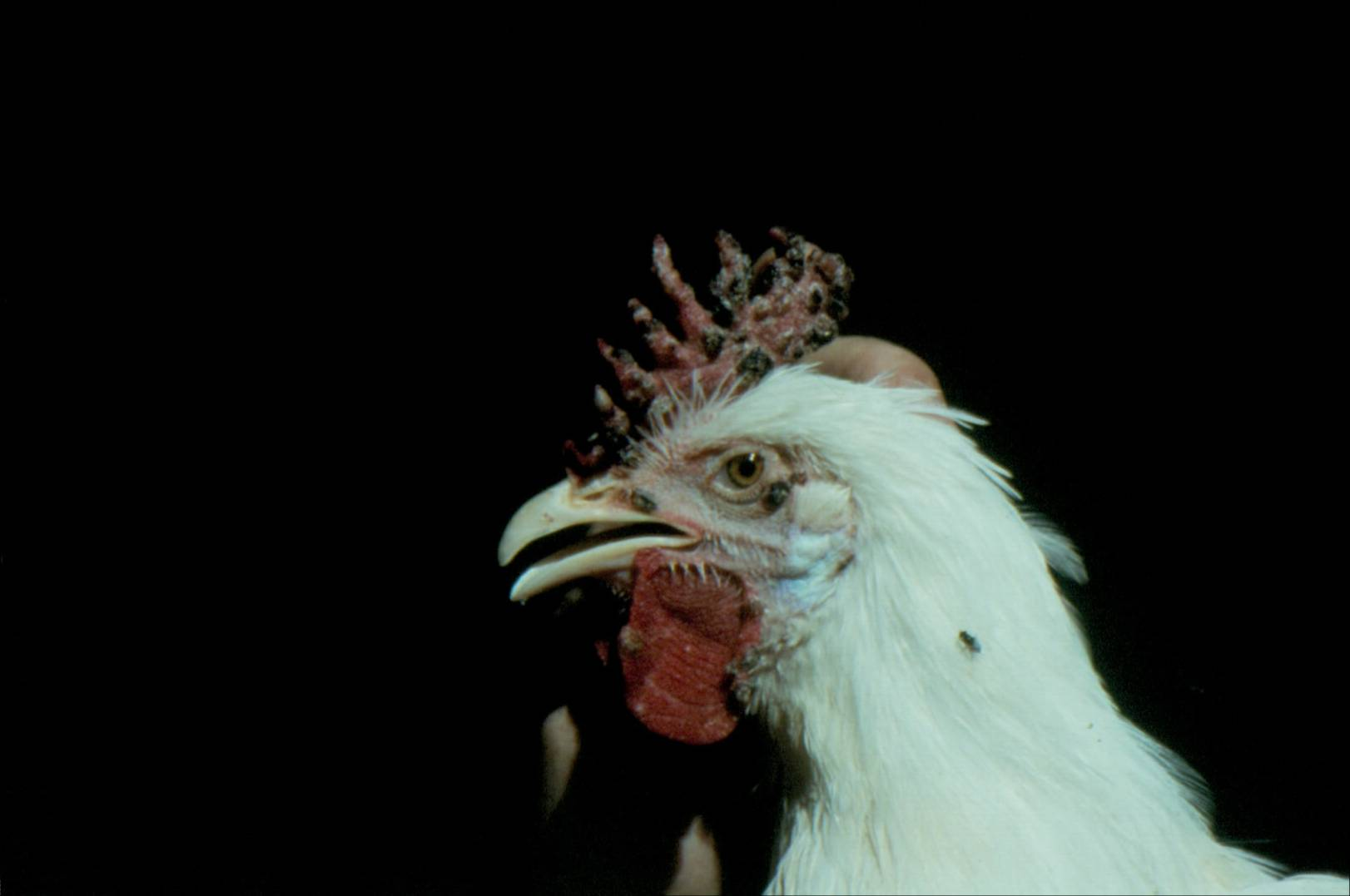
La variole aviaire touche notamment les volailles d'élevage (qui peuvent être vaccinées)

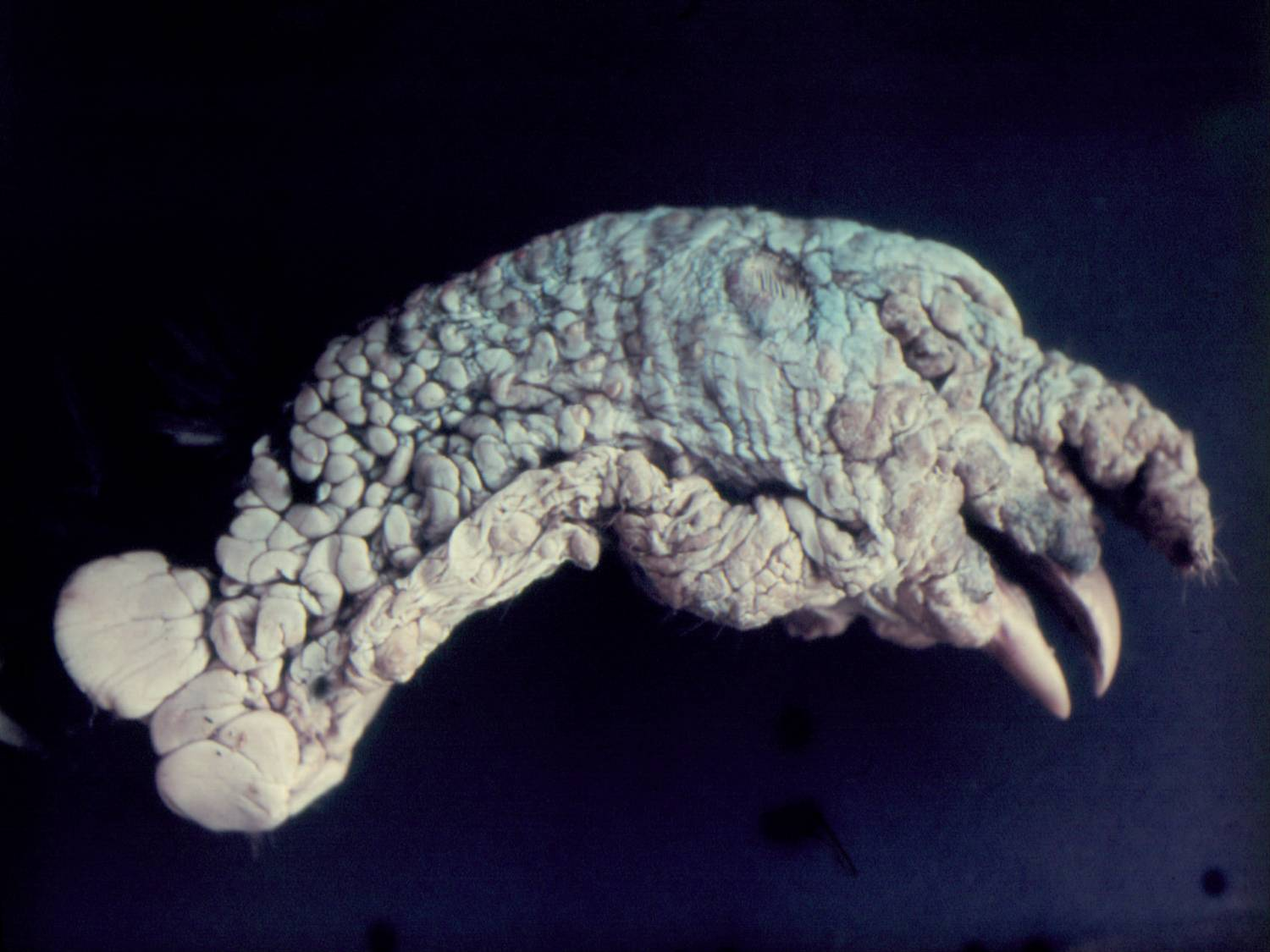
Exemple de symptôme possible chez la dinde d'élevage (espèce particulièrement sensible à ce virus)

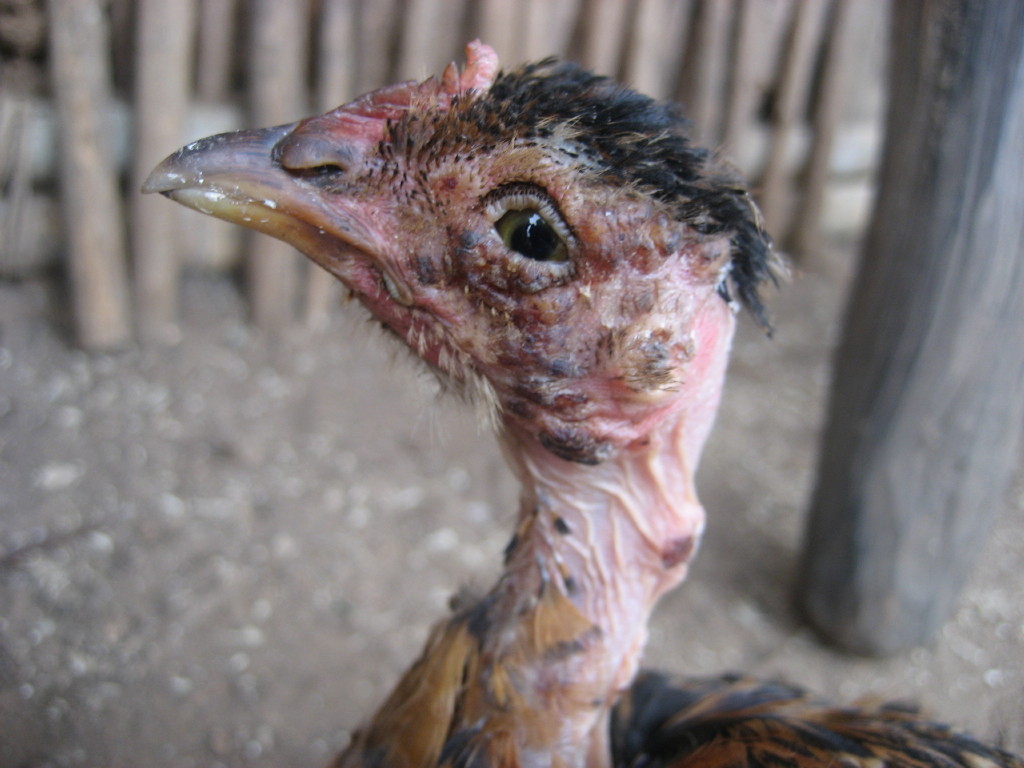
Poulet infecté par le « Fowl pox »)

Les virus de ce groupe semblent incapables d'effectuer un cycle complet de réplication chez des espèces qui ne sont pas des oiseaux.
Un grand nombre d'oiseaux sauvages peuvent être infectés par ces virus (la Mésange charbonnière semblant particulièrement sensible a un variant récemment apparu), ainsi que la plupart des oiseaux domestiqués, notamment les poulets, les dindes, les cailles, les canaris, les pigeons, les autruches d'élevage (Struthio camelus) et de nombreuses autres espèces d'oiseaux (résumé).

## Prévalence
Ces virus semblent plus fréquent en zone tropicale, mais reste présent dans les pays à climat tempéré.
La maladie apparait le plus en automne. Il semble qu'il y est une relation entre le cycle de reproduction des moustiques et la prévalence de la maladie.

## Symptômes
- Pour la forme  "humide" de la maladie : les symptômes peuvent en partie évoquer ceux d'une diphtérie qui évoluerait très lentement ; Les symptômes dipithériques sont l'apparition de membranes nécrotiques qui tapissent la bouche et des voies respiratoires supérieures.
- Pour la forme sèche de la maladie : le symptôme le plus visible est l'apparition de pustules (pleines de pus),excroissance ou nodule croissant sur la peau des oiseaux malades, et dans quelques cas récents de grosses tumeurs (rem : le phénomène des tumeurs chez les oiseaux est encore en partie mal compris[11]). Ces tumeurs sont surtout présentes sur la tête (autour des yeux et du bec notamment) ou sur les pattes ou en bout d'ailes les rendent aussi plus vulnérables à la prédation.

## Transmission à l'Homme
La transmission de virus à l'homme est possible par des contacts étroits avec des oiseaux infectés ou à la suite de la consommation de liquides ou de solides qui ont été en contact très étroit avec un oiseau infecté.
Comme d'autres virus aviaires, il peut être mécaniquement transmis par des vecteurs biologiques tels que des moustiques piqueurs.
Même si les oiseaux (migrateurs notamment) sont supposés jouer un rôle dans la circulation (l'oiseau est vecteur) ou dans l'évolution de virus (l'oiseau est l'un des nombreux organismes où des recombinaisons virales rendant un virus mutant plus pathogène peuvent se faire), et même si un certain nombre de maladies (grippes dites aviaires) peuvent passer de l'oiseau à l'Homme, ce virus n'est pas supposé être dangereux pour les humains.

## Morbidité, pouvoir pathogène
Ces caractéristiques semble beaucoup varier selon les souches.
Comme son homologue humain chez l'Homme, ce virus cause un taux de mortalité élevé chez les oiseaux infectés.
Les effets de l'infection pourraient significativement augmenter la difficulté de respirer, de manger, de boire des oiseaux infectés.
Les lésions extérieures sont souvent limitées aux parties du corps non recouvertes de plumes, et plutôt sur la tête et les pattes ; 
Elles prennent la forme d'une dermatite proliférative et nécrosante ; 
On observe aussi des sortes de sacs de sang, ou des cloques emplies d'un fluide sanglant qui se vident si on les pique avec une aiguille.
Ce virus a le taux de mortalité parmi les plus élevés connus chez des espèces d'oiseaux chassés comme le faisan, la caille et la Perdrix choukar, ainsi que chez de nombreux oiseaux chanteurs, des oiseaux marins (tels que les mouettes) les perroquets, ou encore chez certains rapaces tels que le faucon pèlerin.
- Des co-infections sont possibles, par exemple observées chez le poulet ou la dinde avec des staphylocoques [16]. Elles peuvent compliquer le diagnostic (symptomatologie plus complexe et aggraver la pathogénicité du virus) ;
- En Norvège, une souche trouvée chez le Pigeon ramier (Columba palumbus),s'est avérée beaucoup plus pathogène pour le poulet que celles trouvées chez les oiseaux sauvages[17].

## Symptômes
Il existe deux grandes formes, très différentes, de la maladie :

### Formecutanéeousèche
Cette forme semble propagée le plus souvent par des insectes piqueurs (moustiques surtout).
Elle se traduit par des lésions vésiculeuses puis nodulaires sur les parties déplumées : la crête, les barbillons, la base du bec, le tour des yeux et les pattes.
Les oiseaux touchés par cette forme guérissent habituellement en quelques semaines, mais les nodules périoculaires peuvent rendre l'animal aveugle, l'empêcher de se nourrir et en faire une proie facile pour les prédateurs. Cette forme survient plutôt en été.

### Forme diphtérique ou humide
Elle se transmet par inhalation du virus, qui provoque l'apparition d'une « membrane diphtérique » au niveau de la bouche, du pharynx, du larynx et parfois de la trachée.
Morbidité : Le pronostic de cette forme est péjoratif (mortalité proche de 50 %) en raison du risque élevé de mort par asphyxie.
Cette forme est plus fréquemment observée en automne.

## Avipoxvirus, virologie, génie moléculaire et transgénèse
Les poxvirus ont joué un rôle très important dans le développement de la virologie, de l'immunologie et de la vaccinologie à partir du moment où en 1796 le Dr Edward Jenner a prouvé que l'inoculation délibérée du virus de la vaccine (un autre poxvirus) par l'homme pouvait le protéger contre le virus de la variole antigénique associée. C'était le début de l'immunologie vaccinale, qui a conduit à l'éradication de la variole sur la planète (en 1980), à la suite d'une campagne mondiale de vaccination basée sur des virus de la vaccine ;
Des poxvirus utilisés comme vaccins contre des maladies infectieuses mais aussi contre le cancer sont actuellement en cours de développement.
Le Génie génétique et la biologie moléculaire s'y sont ensuite fortement intéressé (à partir des années 1980 surtout), car un virus de la vaccine recombinant leur semblait intéressant pour insérer et faire s'exprimer des gènes étrangers (transgènes) dans une cellule .
- Le virus s'est montré être un vecteur effectivement efficace, mais cette méthode a suscité des inquiétudes quant à la biosécurité[20].
- Des années 1980 à 2000, de nombreux travaux de biologie moléculaire ont cherché à améliorer la sécurité des vecteurs viraux dérivés de poxvirus, d'abord via la production de souches à virulence génétiquement atténuée, ensuite avec des « vecteurs poxviraux alternatifs », dont avipoxvirus réputés ne pouvoir assurer leur cycle total de reproduction que chez l'oiseau, et donc susceptible d'être utilisé comme transporteur de gènes vers les noyaux cellulaires, sans développer d'infection chez les organismes non-aviens[20].
- Une autre crainte est celle d'une recombinaison virale produisant un virus hybride ayant de nouvelles propriétés et éventuellement pathogène : un poxvirus même atténué, pourrait en effet - en cas de « co-infection » avec un autre poxvirus naturel, éventuellement pathogène produire un nouveau virus, recombiné  pathogène[21]. 
En cas de large utilisation, il y aura inévitablement de telles co-infections, avec alors de possibles recombinaison génétiques entre le matériel génétique du virus vaccinal et celui de poxvirus naturels, ce qui produira « des virus hybrides présentant des caractéristiques imprévisibles »[21] ; On a ainsi créé en laboratoire (in vitro, sur des cultures cellulaires) une co-infection de ce type. Dans ce cas, il s'agissait d'une co-infection par un virus naturel de vaccine (CPXV-NOH1), et  par une souche utilisé par un vaccin antigrippal vectorisé (dite Ankara, ou MVA, souche d'un virus de la vaccine, génétiquement modifiée pour exprimer l'hémagglutinine (HA) du virus de la grippe et les gènes d'une nucléoprotéine (NP). Cette co-infection s'est effectivement traduite par la production par les cellules de virus recombinants[7] (H Hansen, MI Okeke, Ø Nilssen, T Traavik, Vaccine 23: 499-506, 2004)[22].
- Une autre étude (publiée en 2009) a testé l'hypothèse de la « recombinaison homologue » et a analysé les propriétés biologiques des virus hybrides parentales et de la descendance[21].

## Vaccination vétérinaire (contre la variole aviaire)
Les éleveurs ont accès à des vaccins vivants ciblant la variole aviaire (code ATCvet: QI01AD12): Nobilis ovo - Diphterin (Intervet) et Poulvac chick-n-pox TC (Fort Dodge A. H.). Les poulets sont habituellement vaccinés par le pigeonpox virus.
Les dindes d'élevage sont  systématiquement vaccinées.
Il est déconseillé de vacciner les animaux en cours de ponte et il faut éviter le contact des humains avec le vaccin.